# Liste der Minister für Wales

Royal Badge of Wales

Das Amt des britischen Ministers für Wales (Secretary of State for Wales) wurde 1951 unter der Bezeichnung Minister of Welsh Affairs geschaffen und trägt seit 1964 die heutige Bezeichnung. Es ist neben dem Ministerium für Nordirland sowie dem Ministerium für Schottland für einen der vier Landesteile des Vereinigten Königreichs zuständig. Er steht dem Wales Office vor.

## Amtsinhaber
| Name                                 | Amtszeit (Beginn) | Amtszeit (Ende)   | Partei           |
| ------------------------------------ | ----------------- | ----------------- | ---------------- |
| David Maxwell Fyfe                   | 28. Oktober 1951  | 18. Oktober 1954  | Konservativ      |
| Gwilym Lloyd George                  | 18. Oktober 1954  | 13. Januar 1957   | Konservativ      |
| Henry Brooke                         | 13. Januar 1957   | 9. Oktober 1961   | Konservativ      |
| Charles Hill                         | 9. Oktober 1961   | 13. Juli 1962     | National Liberal |
| Keith Joseph                         | 13. Juli 1962     | 16. Oktober 1964  | Konservativ      |
| James Griffiths                      | 16. Oktober 1964  | 5. April 1966     | Labour           |
| Cledwyn Hughes                       | 5. April 1966     | 5. April 1968     | Labour           |
| George Thomas                        | 5. April 1968     | 20. Juni 1970     | Labour           |
| Peter Thomas, Baron Thomas of Gwydir | 20. Juni 1970     | 5. März 1974      | Konservativ      |
| John Morris                          | 5. März 1974      | 5. Mai 1979       | Labour           |
| Nicholas Edwards                     | 5. Mai 1979       | 13. Juni 1987     | Konservativ      |
| Peter Walker                         | 13. Juni 1987     | 4. Mai 1990       | Konservativ      |
| David Hunt                           | 4. Mai 1990       | 27. Mai 1993      | Konservativ      |
| John Redwood                         | 27. Mai 1993      | 26. Juni 1995     | Konservativ      |
| David Hunt (2. Mal)                  | 26. Juni 1995     | 5. Juli 1995      | Konservativ      |
| William Hague                        | 5. Juli 1995      | 3. Mai 1997       | Konservativ      |
| Ron Davies                           | 3. Mai 1997       | 27. Oktober 1998  | Labour           |
| Alun Michael                         | 27. Oktober 1998  | 28. Juli 1999     | Labour           |
| Paul Murphy                          | 28. Juli 1999     | 24. Oktober 2002  | Labour           |
| Peter Hain                           | 24. Oktober 2008  | 24. Januar 2008   | Labour           |
| Paul Murphy (2. Mal)                 | 24. Januar 2008   | 5. Juni 2009      | Labour           |
| Peter Hain (2. Mal)                  | 5. Juni 2009      | 11. Mai 2010      | Labour           |
| Cheryl Gillan                        | 11. Mai 2010      | 4. September 2012 | Konservativ      |
| David Jones                          | 4. September 2012 | 14. Juli 2014     | Konservativ      |
| Stephen Crabb                        | 15. Juli 2014     | 19. März 2016     | Konservativ      |
| Alun Cairns                          | 19. März 2016     | 6. November 2019  | Konservativ      |
| Simon Hart                           | 16. Dezember 2019 | 6. Juli 2022      | Konservativ      |
| Robert Buckland                      | 6. September 2022 | 25. Oktober 2022  | Konservativ      |
| David Davies                         | 25. Oktober 2022  | 5. Juli 2024      | Konservativ      |
| Jo Stevens                           | 5. Juli 2024      | amtierend         | Labour           |